# 尼古拉斯·墨卡托
尼古拉斯·墨卡托（德語：Nicholas Mercator，1620年—1687年）是一個17世紀的數學家，也以他的德國名字考夫曼（Kauffmann）著名。
1642－1648年間居住於荷蘭；1648－1654年間於哥本哈根大學授課；1655－1657年間居住於巴黎 ; 1657年時成為 Joscelyne Percy，第十諾森伯蘭伯爵之子的數學指導於佩特沃思，薩塞克斯（Petworth, Sussex）；1658－1682年間在倫敦教授數學；在1666年成為皇家學會會員；為查理二世設計航海天文鐘；1682－1687年間設計並建造凡爾賽宮內的噴泉 。
數學領域上, 他以出版於1668年，針對對數的專著Logarithmo-technica而著名。在這本專著裡面，他形容了一個墨卡托級數：
{\displaystyle \ln(1+x)=x-{\frac {1}{2}}x^{2}+{\frac {1}{3}}x^{3}-{\frac {1}{4}}x^{4}+\cdots .}
這級數也被Gregory Saint-Vincent獨自研究找到。
這本專著也是已知第一次在自然對數出現時，以拉丁文的形式log naturalis使用自然對數這個詞；他使用這個詞是很令人驚訝的，因為這預測了无穷小演算的發展，其中這一對數顯示出最自然的屬性。
在音樂的領域，他貢獻了第一個精確計算的五十三平均律。這定律在音樂理論方面很重要，但是並沒有被廣泛的實行。